# Išme-Dagan I.
Išme-Dagan (oko 1780. – 1741. pr. Kr.) bio je sin amorićanskog kralja Ašura, Šamši-Adada I. Otac ga je postavio na prijestolje u gradu Ekalatum, a vladao je područjem gornjeg toka Tigrisa, uključujući i grad Ašur.
Istovremeno, njegov brat, Jasmak-Adad, vladao je u Mariju, gdje su nađeni i dokumenti o dopisivanju između oca i dvojice sinova.
Nakon Šamši-Adadove smrti, Išme-Dagan uspio je vladati još nekoliko godina, nakon čega ga, čini se, svrgavaju mjesni moćnici, premda prema Popisu asirskih kraljeva vlada još četrdeset godina. Bio je Hamurabijev suvremenik, te je gledao kako raste moć Babilonije. Asirija je, unatoč tome, u njegovo vrijeme ostala neovisna, izgubivši ipak mnogo od svoje nekadašnje moći.